# Abha Club
Der Abha Club (arabisch نادي أبها, DMG Nādī Abhā) ist ein saudi-arabischer Sportverein mit Sitz in der Stadt Abha innerhalb der Provinz Asir.

## Geschichte
Der Klub wurde im Jahr 1966 ursprünglich unter dem Namen al-Farouk Sports Club gegründet und versammelte damit bislang lose zusammen spielende Sportgruppen in der Stadt. Ursprünglich sollten noch mehr Menschen dem Klub angehören, jedoch kam es bei der Namensfindung zu Streitigkeiten, womit es ungefähr zur selben Zeit zur Gründung eines weiteren Vereins mit dem Namen al-Ittihad kam, dieser wurde aber kurz danach wieder umbenannt, um nicht mit dem Ittihad FC aus Dschidda verwechselt zu werden. Al-Farouk benannte sich 1968 in al-Siddiq Sports Club um. Im Frühjahr 1969 kam es auf Anordnung des Sportministeriums zu einem Zusammenschluss der beiden Klubs in der Stadt unter dem ursprünglichen Namen al-Farouk.
Im Jahr 1972 kam auf Vorschlag des neu ernannten Gouverneurs der Provinz zu einer erneuten Umbenennung des Klubs in al-Wadiea Sports Club. Die letzte Namensänderung erfolgte im Jahr 1999 zum heutigen Abha Club.

## Fußballabteilung
Nach ersten Auftritten im King Cup stieg die Mannschaft 1977 für zwei Spielzeiten in die zweite Liga auf und stieg wieder in die regionale Spielklasse ab. Im Jahr 1983 gelang ein weiterer Aufstieg, auch diesmal für zwei Spielzeiten. Im Jahr 1994 stieg das Team nach einer Saison aus der zweiten Liga ab.
In der Saison 1999/2000 gelang der Mannschaft mit 25 Punkten und Platz eins der Wiederaufstieg in die zweite Liga. Diesmal konnte man sich über mehrere Spielzeiten im Mittelfeld halten. Nach der Saison 2004/05 gelang hier mit 47 Punkten der zweite Platz, was zum Aufstieg in die Professional League berechtigte, der höchsten Spielklasse des Landes. In der Folgesaison ging es als Vorletzter mit 13 Punkten zurück in die zweite Liga. Hier erzielte man nach dem Abstieg eine Position im Mittelfeld. 2007/08 wurde man wiederum mit 45 Punkten Zweiter und kehrte in die erste Spielklasse zurück. Erneut platzierte man sich als Vorletzter mit diesmal 19 Punkten, wobei man nun eine Relegation gegen al-Raed ausspielte, bei welcher man nach dem Rückspiel unterlag und abstieg.
Erneut verbrachte die Mannschaft mehrere Spielzeiten im Mittelfeld bis man 2014/15 über den vorletzten Platz in die Division 2 (dritte Liga) abstieg. 2018 gelang die Rückkehr in die zweite Liga sowie dort erneut mit 69 Punkten der Meistertitel und die Rückkehr in die Professional League, aus der man nach der 2023/24 wieder abstieg.